# Опарин, Александр Иванович
Алекса́ндр Ива́нович Опа́рин (18 февраля [2 марта] 1894, Углич, Ярославская губерния, Российская империя — 21 апреля 1980, Москва, СССР) — советский биолог и биохимик, создавший теорию возникновения жизни на Земле из абиотических компонентов; академик АН СССР (1946; член-корреспондент с 1939), Герой Социалистического Труда (1969). Лауреат Ленинской премии.

## Биография
Родился 18 февраля (2 марта) 1894 года в Угличе Ярославской губернии в купеческой семье. Среди сведений о детских годах А. И. Опарина указывается, что он с родителями вскоре переехал в деревню Кокаево (неподалёку от Углича). В семье также рос старший брат Дмитрий, будущий русский и советский экономист.
В 1912 году окончил 2-ю московскую гимназию, в 1917 году — естественное отделение физико-математического факультета МГУ. В 1925 году начал читать в МГУ курс лекций «Химические основы жизненных процессов»; в 1931 году — курс технической биохимии. В 1930—1931 годы был профессором кафедры технической биохимии Московского химико-технологического института и кафедры технической биохимии Московского института технологии зерна и муки.
Первые экспериментальные исследования А. И. Опарина были посвящены химизму дыхания. В них он показал, что хлорогеновая кислота является важнейшим компонентом окислительно-восстановительных реакций в клетке.
В 1934 году, без защиты диссертации, он был утверждён в звании доктора биологических наук.
С начала 1935 года начинает свою работу Институт биохимии АН СССР, основанный Опариным совместно с А. Н. Бахом. С самого основания института Опарин руководил Лабораторией энзимологии, которая в будущем преобразовалась в Лабораторию эволюционной биохимии и субклеточных структур. До 1946 года он являлся заместителем директора, после смерти А. Н. Баха — директором этого института.
3 мая 1924 года на собрании Русского ботанического общества выступил с докладом «О возникновении жизни», в котором предложил теорию возникновения жизни из первичного «бульона» органических веществ. В середине XX века были экспериментально получены сложные органические вещества при пропускании электрических зарядов через смесь газов и паров, которая гипотетически совпадает с составом атмосферы древней Земли. В качестве протоклеток Опарин рассматривал коацерваты — органические структуры, окружённые жировыми мембранами.
В годы Великой Отечественной войны Опарин руководил работами по изучению биохимии различных технологических процессов, по изысканию путей рациональной переработки и использования продуктов питания. Опарин занимался проблемами усвояемости муки грубых помолов.
В 1942—1960 годах А. И. Опарин заведовал кафедрой биохимии растений МГУ, где читал курсы лекций по общей биохимии, технической биохимии, спецкурсы по энзимологии и по проблеме происхождения жизни. В 1937 году организовал кафедру технической биохимии при Московском технологическом институте пищевой промышленности.
После смерти в 1951 году С. И. Вавилова А. И. Опарин стал 2-м председателем правления Всесоюзного просветительского общества «Знание». Оставался на этому посту по 1958 год, когда председателем «Знания» был избран М. Б. Митин.
В 1970 году было организовано Международное научное общество по изучению возникновения жизни (International Society for the Study of the Origin of Life), первым президентом, а затем почётным президентом которого был избран Опарин. Исполком ISSOL в 1977 году учредил Золотую медаль имени А. И. Опарина, присуждаемую за важнейшие экспериментальные исследования в этой области.
Был одним из академиков АН СССР, подписавших в 1973 году письмо учёных в газету «Правда» с осуждением «поведения академика А. Д. Сахарова». В письме Сахаров обвинялся в том, что он «выступил с рядом заявлений, порочащих государственный строй, внешнюю и внутреннюю политику Советского Союза», а его правозащитную деятельность академики оценивали как «порочащую честь и достоинство советского ученого».
Жена — Нина Петровна (1904—1981).
Умер 21 апреля 1980 года в Москве. Похоронен на Новодевичьем кладбище в Москве.

## Опарин и лысенковщина
В период лысенковщины Опарин принял сторону Лысенко, по собственным словам, опасаясь возможных репрессий, однако, по утверждению цитолога В. Я. Александрова:

… Опарин в самом конце 1955 года продолжал усердно отстаивать лженауку не только Лысенко, но и Лепешинской, несмотря на то, что к этому времени было уже опубликовано немало статей, разоблачающих их данные, и несмотря на то, что не было уже основания бояться репрессий за отстаивание истин настоящей науки.

## Награды и премии
- Герой Социалистического Труда (13.03.1969)
- 5 орденов Ленина (19.09.1953; 02.03.1964; 08.08.1967; 13.03.1969; 04.03.1974)
- орден Отечественной войны 2-й степени (10.06.1945)
- орден Трудового Красного Знамени (02.03.1944)
- медали
- Ленинская премия

## Память
- В Москве — на доме, в котором с 1958 по 1980 год жил учёный (ул. Дмитрия Ульянова, 3), установлена мемориальная доска.
- В Угличе — улица Опарина, д. 5[11] — до 1917 года улица называлась Воскресенская, затем — Рыкова, Республиканская[12].
- Медаль Опарина/Юри[англ.] Международного научного общества изучения возникновения жизни (International Society for the Study of the Origin of Life), присуждаемая Исполком ISSOL за важнейшие экспериментальные исследования в этой области.
- В Москве — улица Академика Опарина в районах Обручевский и Коньково.
- В Московской области, Раменском районе, рп. Ильинский — улица Опаринская.

## Научные труды
- Опарин А. И. Возникновение жизни на Земле. — 2-е изд., значительно дополненное. — М.—Л.: Издательство Академии наук СССР, 1941. — 267 с. — 30 000 экз.
- Опарин А. И. Жизнь, её природа, происхождение и развитие. — 2-е изд., дополненное. — М.: Наука, 1968. — 173 с. — 20 000 экз.

### Научно-популярные книги
- Бах Л. А., Опарин А. И. Алексей Николаевич Бах : Биографический очерк. (К 100-летию со дня рождения. 1857—1957) / АН СССР. — М.: Изд-во АН СССР, 1957. — 176, [16] с. — (Научно-популярная серия АН СССР). — 12 000 экз.